# Бонерт, Флориан
Флориан Бонерт (люкс. Florian Bohnert; 9 ноября 1997, Люксембург) — люксембургский футболист, полузащитник, выступает за «Бастия» и сборную Люксембурга.

## Биография

### Клубная карьера
Начал заниматься футболом в своём родном Люксембурге. Первой командой игрока стал местный «Авенир», в системе которого игрок выступал с 2003 года. В 2011 году перешёл в молодёжную команду другого люксембургского клуба «Расинг Унион», во время выступления за который впервые был приглашён в сборную Люксембурга (до 17 лет). В 2014 году стал игроком немецкого «Саарбрюккена», за который также выступал на молодёжном уровне. 28 июля 2016 года подписал контракт с клубом «Шальке-04». На взрослом уровне дебютировал в составе фарм-клуба «Шальке» 5 августа 2016 года в рамках Регионаллиги.

### Карьера в сборной
С 2015 года стал вызываться в основную сборную Люксембурга, однако дебютировать смог лишь 31 мая 2016 года в товарищеском матче со сборной Нигерии, в котором отыграл второй тайм.